# Staatsschuldenquote in Italien
Die Staatsschuldenquote Italiens gibt das Verhältnis zwischen den italienischen Staatsschulden einerseits und dem italienischen nominalem Bruttoinlandsprodukt andererseits an.

## Entwicklung in den letzten Jahren
Die Staatsschuldenquote Italiens stieg aufgrund der Finanzkrise zwischen 2008 und 2013 an. Entsprach die Staatsverschuldung von 1.671 Mrd. Euro Ende 2008 einer Staatsschuldenquote von 106,1 %, so erreichte die Staatsschuldenquote Ende 2013 angesichts eines Schuldenstandes von dann inzwischen 2.067,5 Mrd. Euro einen Wert von 132,5 %.
Zum Ende des 2. Quartals 2015 lag die italienische Staatsschuldenquote gemäß Eurostat bereits bei 136,0 % bei einem auf 2.204,6 Mrd. Euro gestiegenen Schuldenstand. Damit liegt sie weiterhin deutlich oberhalb der durchschnittlichen Quoten für die Eurozone (92,2 %) und für die Europäische Union (87,8 %, jeweils zum 30. Juni 2015).

## Prognostizierte Entwicklung
Der Internationale Währungsfonds geht davon aus, dass die Staatsschuldenquote Italiens bis Ende 2019 bei einem Schuldenstand von dann 2.235,9 Mrd. Euro auf 125,6 % zurückgeht. Damit würde Italien das Maastricht-Kriterium von höchstens 60 % weiterhin verfehlen.